# کریستین هوسون
کریستین هوسون (آلمانی: Christin Hussong؛ زادهٔ ۱۷ مارس ۱۹۹۴) پرتاب‌گر نیزه زن اهل آلمان است.